# Ranfjorden
Ranfjorden er en 85 km lang fjord i den nordlige del af landskabet Helgeland i Nordland fylke i Norge. Fjorden strækker sig fra vest indenfor øen Dønna, nordøstover til Mo i Rana. Ranfjorden er forholdsvis trang med bratte sider. Fjordens indre del har frodig skov og til dels opdyrkede steder. I syd er Elsfjorden næsten aflukket fra Ranfjorden af Hemneshalvøen.
Ranelven løber ud i Ranfjorden ved Fossetangen i bydelen Selfors i Mo i Rana.
Der var laviner i området i forbindelse med jordskælvet på Helgeland den 31. august 1819.
I de ydre områder af fjorden ligger øerne Løkta, Hugla og Feøya på nordsiden. Nord for Feøya går Nesnakroken op til landsbyen Nesna. Herfra går der færge sydover til Indre Låvong ved Låvongsbugten på sydsiden. Længere inde i fjorden ligger bebyggelsen Austvik. Mellem Låvong og Austvika går Riksvej 808 langs med fjorden. Fra Austvika går fjorden videre nordøstover, men er på dette stykke stort set uberørt på begge sider. Fjeldsiderne her er bratte og høje, særlig på nordsiden hvor Nordvikfjellet stiger over 800 meter brat op fra fjorden. Ved Bardalsøen drejer fjorden sydøstover, og her ligger landsbyen Bardal på sydsiden af fjorden. 
Fjorden går videre østover fra Bardal, og ved den vejløse gård Sandnes går fjordarmen Utskarpen nordover til bygden med samme navn. Ranfjorden svinger her igen sydøstover til Hemnesberget. Her deler fjorden sig i to, og én del går mod syd på vestsiden af Hemneshalvøen og deler sig igen i Sørfjorden, som går mod sydøst, mens Elsfjorden går mod sydvest. 
Den del af Ranfjorden, der ligger nord for Hemneshalvøen, fortsætter mod øst. Dette stykke kaldes nogle steder Nordrana. Nord for Hemneshalvøya går fjordarmen Øverstraumen nordover til Straumsbotn, og øst for Hemneshalvøen ligger Finneidfjorden. Herfra går E6 langs sydsiden af fjorden. Lige før bunden af fjorden ligger Mo i Rana, og inderst ligger Ytteren og Selfors, hvor Ranelven munder ud i fjorden.